# Ciénega de Zimatlán
Ciénega de Zimatlán è un municipio del Messico, situato nello stato di Oaxaca, il cui capoluogo è l'omonima località.